# Interfejs tekstowy

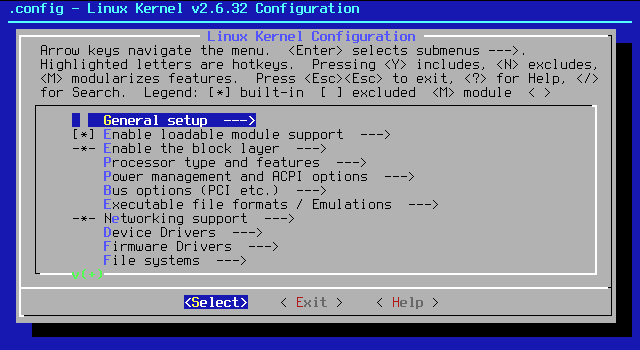
Menu konfiguracyjne wykorzystujące ncurses przed kompilacją kernela Linux dla OpenWrt

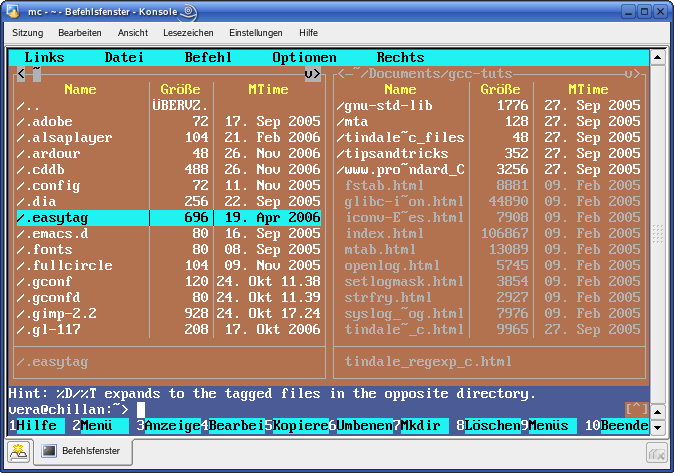
Midnight Commander uruchomiony w oknie systemu operacyjnego z interfejsem graficznym GUI

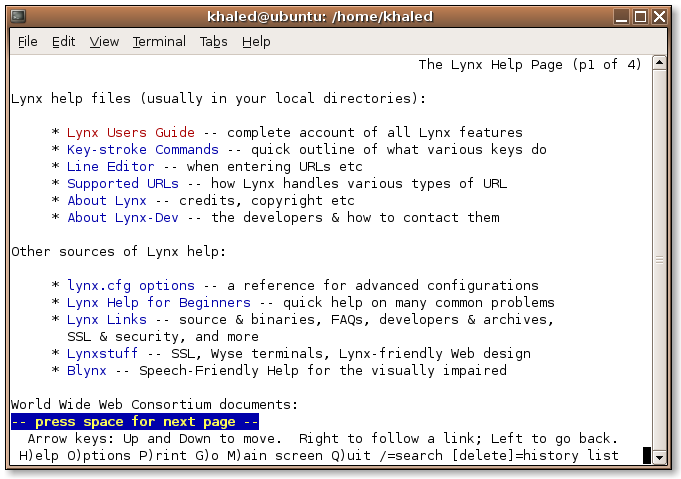
Aplikacja z interfejsem tekstowym uruchomiona w trybie graficznym

Interfejs tekstowy (ang. text-based user interface, TUI) – interfejs użytkownika, w którym prezentowane informacje mają formę tekstu lub innych znaków wyświetlanych w trybie tekstowym, używający semigrafiki do budowania okien, tabel i cieni. Użytkownik programu komputerowego z interfejsem tekstowym może wprowadzać polecenia z użyciem różnych urządzeń wejściowych, takich jak klawiatura, myszka czy pióro świetlne, podobnie jak ma to miejsce w przypadku graficznego interfejsu użytkownika (GUI). Odróżnia to interfejs tekstowy od wiersza poleceń (CLI), z którym często jest mylony, gdzie komendy są wprowadzane sekwencyjnie, zamiast być reakcją na występujące zdarzenia. Interfejs tekstowy mogą posiadać także aplikacje uruchamiane w trybie graficznym, zwykle w oknie, które emuluje tryb tekstowy.
Interfejs ten był często stosowany w aplikacjach działających na systemach operacyjnych takich jak MS-DOS, PC-DOS, RS-DOS, CP/M, a także GNU/Linux. Jego tworzenie i obsługę wspomagają biblioteki programistyczne, takie jak Turbo Vision, ncurses czy S-Lang.
Mimo tego, iż interfejs tekstowy posiada inne możliwości prezentowania informacji dla użytkownika niż interfejs graficzny, to powstają gry wykorzystujące ten sposób interakcji z graczem. Przykładem może być gra Rogue z lat 80., która zapoczątkowała powstanie gatunku zwanego jako roguelike.